# Železné hory

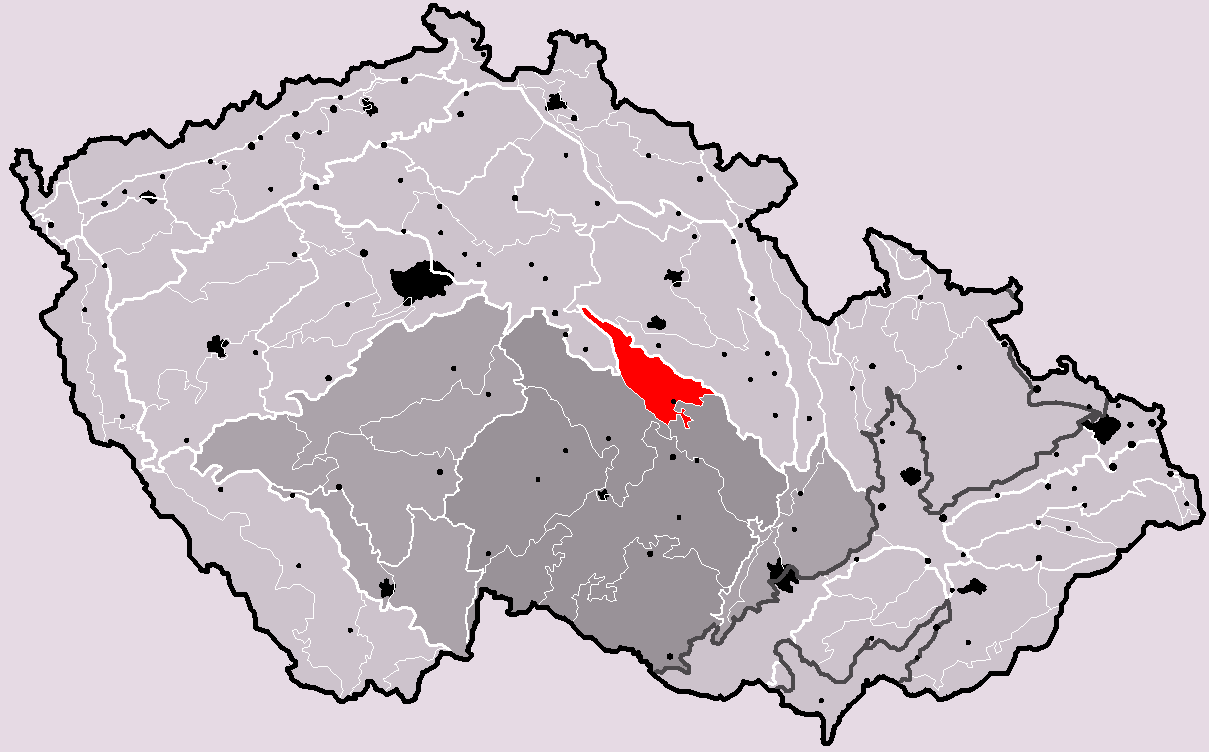
Zasięg regionu w obrębie Czech

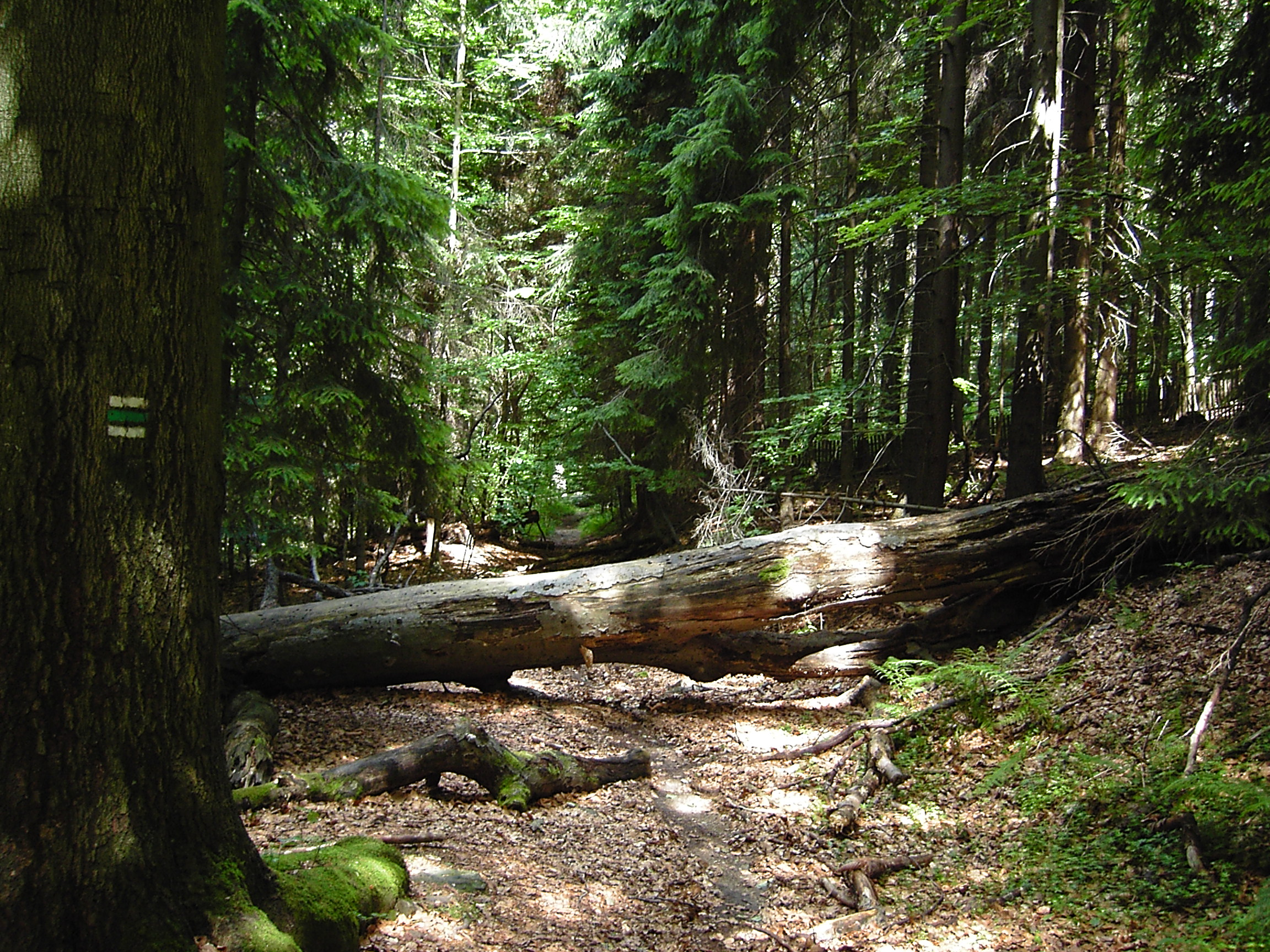
Rezerwat Polom - pierwotny las

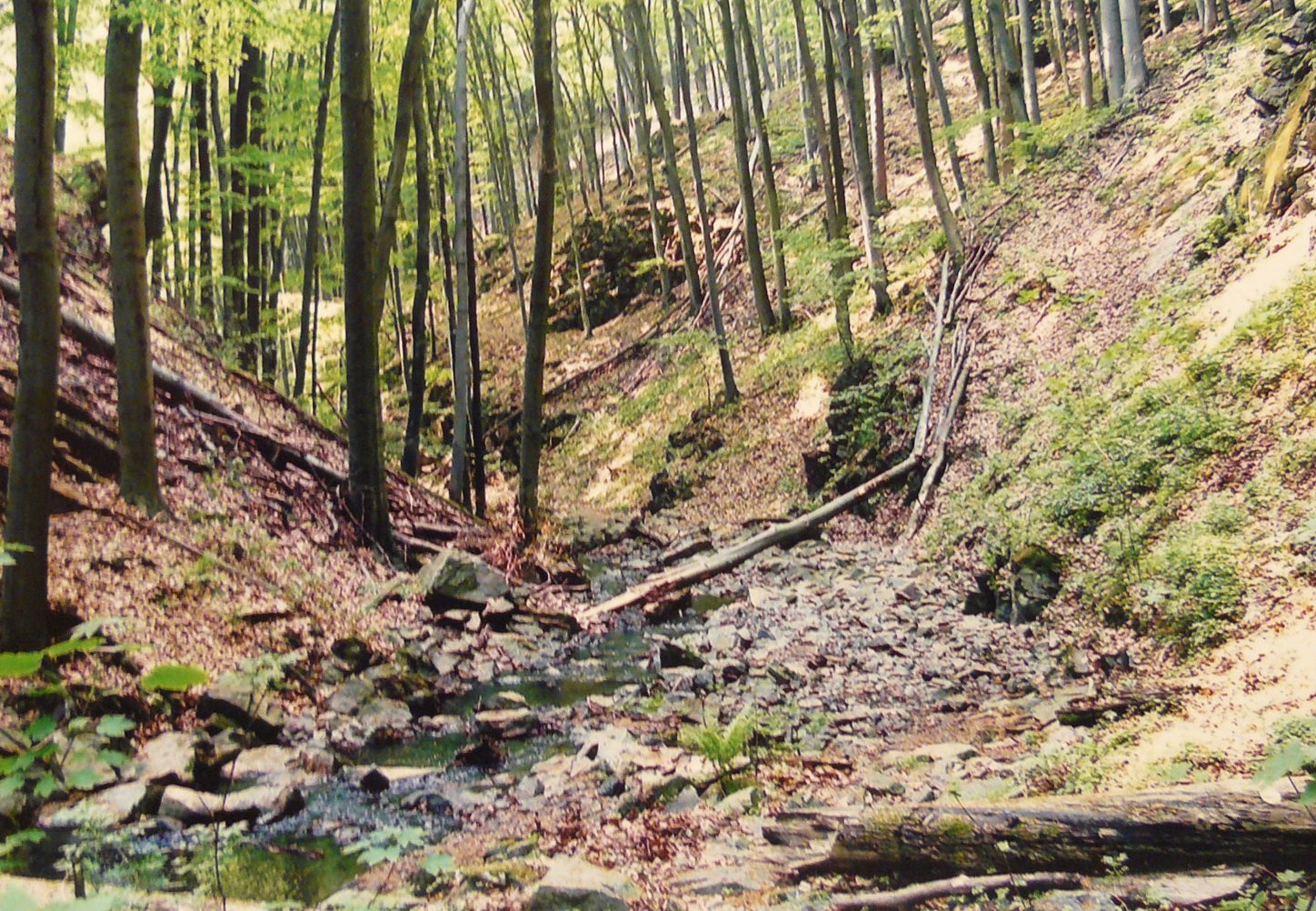
Wąwóz Lowietiński

Železné hory – pasmo górskie na terenie Czech, będące częścią Wyżyny Czeskomorawskiej (czes. Českomoravská subprovincie). Leżą w północnej części Masywu Czeskomorawskiego (czes. Českomoravská vrchovina). Mają powierzchnię 748km², średnią wysokość 480,4m n.p.m. a ich najwyższym wzniesieniem jest Pešava (697 m n.p.m.), która dokładnie znajduje się na Sečskiej vrchovinie, będącej częścią Železnych hor. Niektóre źródła podają jednak, jako najwyższy punkt Vestec (668,0 m n.p.m.).

## Nazwa
Nazwa pasma oznacza w języku czeskim "żelazne góry" i pochodzi od przeszłości tych rejonów, związanych z górnictwem rud żelaza.

## Geografia

### Charakterystyka
Železné hory dają się charakteryzować geograficznie, jako dość płaska wyżyna o trójkątnym kształcie, przecięta obniżeniem z południowego wschodu na północny zachód.

### Podział
- Chvaletická pahorkatina
- Sečská vrchovina

### Najwyższe wzniesienia
- Pešava - 697 m n.p.m.
- Vestec - 668 m n.p.m.
- Spálava - 663 m n.p.m.
- U Chloumku - 661 m n.p.m.
- Srní - 653 m n.p.m.
- Zuberský vrch - 650 m n.p.m.
- Polom - 649 m n. m.

### Wody

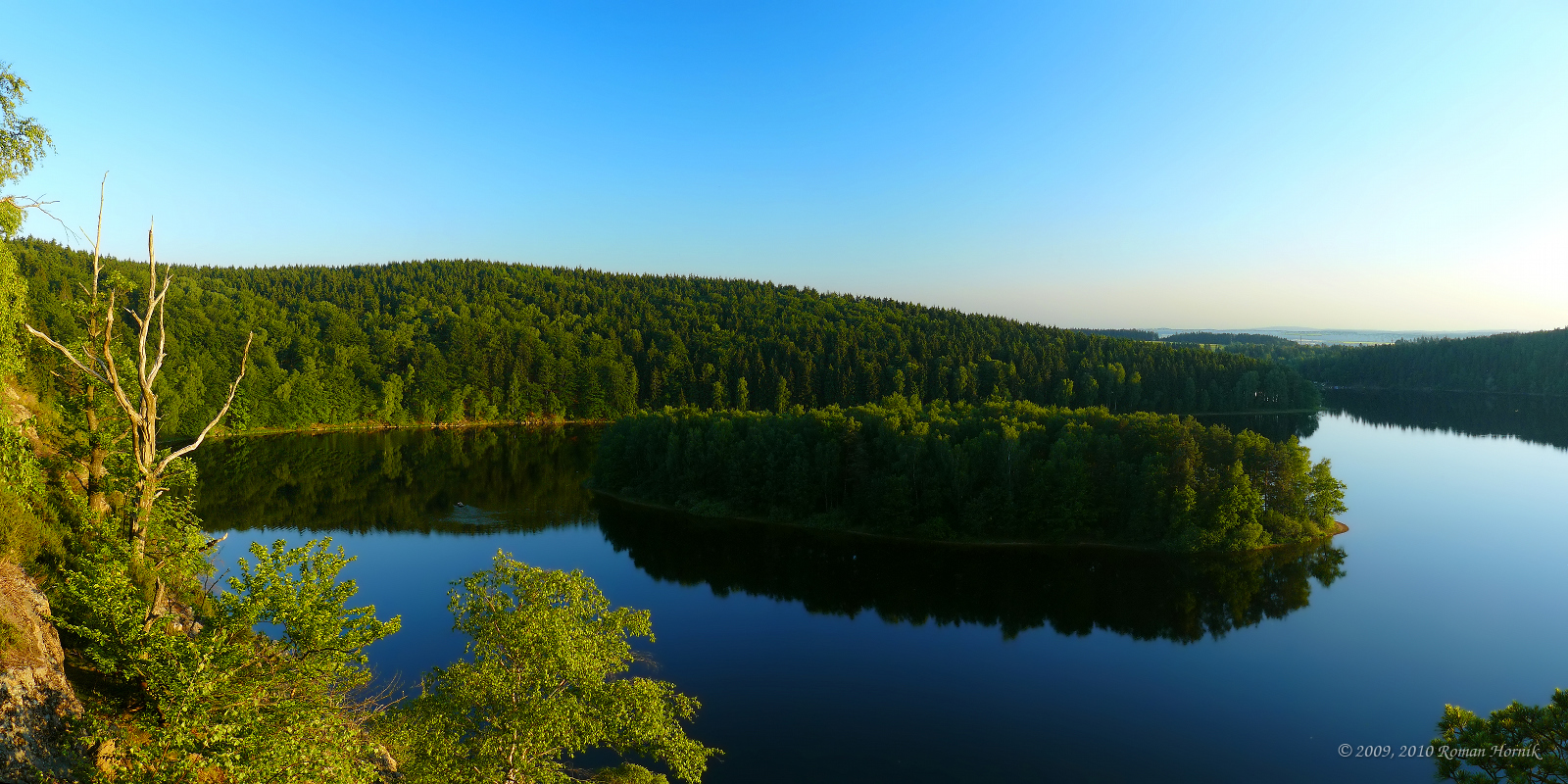
Zbiornik Seč w Górach Żelaznych

Góry Żelazne leżą w dorzeczu Łaby (czes. Labe). Najdłuższe rzeki to Chrudimka i Doubrava. Na tej pierwszej zlokalizowano sztuczne zbiorniki wodne: Seč I (największy) i Seč II oraz Křižanovice I i Křižanovice II. Nad zbiornikami liczne domy wypoczynkowe.

### Miejscowości
Na terenie gór i w pobliżu znajdują się następujące miasta: Heřmanův Městec, Třemošnice, Chrudim, Slatiňany i Hlinsko.

## Budowa geologiczna
Góry Żelazne zbudowane są ze skał mmetamorficznych, magmowych i osadowych powstałych w czasie od prekambru do czwartorzędu. Uchodzą za najbardziej zróżnicowany geologicznie i najbardziej skomplikowany obszar w Czechach. W trakcie badań geologicznych opisano stąd ponad 100 odmian skał, m.in. granity, sjenity, dioryty, pegmatyty, porfiry, gnejsy, łupki łyszczykowe, spility, wapienie, piaskowce, szarogłazy, zwietrzeliny laterytowe i inne.
Na grzbietach występują mury skalne i pojedyncze skałki.

## Ochrona przyrody
Część Gór Żelaznych obejmuje Obszar Chronionego Krajobrazu - Chráněná krajinná oblast Železné hory o powierzchni 284 km².

## Turystyka
Na terenie gór bardzo dobrze rozwinięta jest sieć znakowanych szlaków turystycznych, w tym rowerowych.